# Ліґово
Ліґово (пол. Ligowo) — село в Польщі, у гміні Мохово Серпецького повіту Мазовецького воєводства.
Населення — 469 осіб (2011).
У 1975-1998 роках село належало до Плоцького воєводства.

## Демографія
Демографічна структура станом на 31 березня 2011 року:
|          | Загалом | Допрацездатний вік | Працездатний вік | Постпрацездатний вік |
| -------- | ------- | ------------------ | ---------------- | -------------------- |
| Чоловіки | 233     | 55                 | 153              | 25                   |
| Жінки    | 236     | 44                 | 135              | 57                   |
| Разом    | 469     | 99                 | 288              | 82                   |